# Větrná hora
Větrná hora je československý dobrodružný film z roku 1956.

## Děj
Dvanáct nových pracovníků a pracovnic odjíždí do rudného dolu v českém pohraničí. Jeden však nedojede.

## Obsazení
| Josef Vinklář           | Antonín Homolka            |
| Stanislav Fišer         | Ctirad Šantora             |
| Zdeněk Braunschläger    | Vojta Dufek                |
| Rudolf Deyl mladší      | Karel Škvajn               |
| Rudolf Hrušínský        | Alois Pohanka              |
| Miloš Kopecký           | Melichar Hnátek            |
| Robert Vrchota          | Ludvík Mikula              |
| Josef Kemr              | František Ježek            |
| Eva Kubešová            | Ivanka Bartáková           |
| Stella Zázvorková       | Květa Vejvodová            |
| Marie Kyselková         | Anička Šafránková          |
| Otto Lackovič           | Rudolf Pecián              |
| Radovan Lukavský        | závodní                    |
| Jaroslav Mareš          | šofér                      |
| Bohuš Záhorský          | Renner                     |
| Václav Voska            | Terský                     |
| Stanislav Neumann       | Jonáš                      |
| Miloš Vavruška          | poručík Plotek             |
| Oldřich Vykypěl         | Jiřička                    |
| Jiřina Steimarová       | Jiřičková                  |
| Lubomír Lipský          | staršina Pohraniční stráže |
| Ladislav Herbert Struna | minér                      |
| Miroslav Svoboda        | havíř                      |
| Josef Chvalina          | hlavní geolog              |
| Jiří Smutný             | geolog                     |
| Karel Kocourek          |                            |
| Vladimír Linka          |                            |

## Zajímavosti
Film byl natočen na řadě míst v oblasti Labských pískovců a Krušných hor:
na příjezdu k turistické chatě u vstupu do Tiských stěn (turistická chata),
na silnici II/248 mezi Telnicí a Nakléřovem (průjezd krajinou k Větrné hoře),
na příjezdu do Nakléřova se siluetou zaniklého kostela svatého Josefa (krajina se siluetou domu a kostela),
na cestě k Děčínskému Sněžníku (před poslední zatáčkou),
na cestě na vrchol Děčínského Sněžníku k rozhledně (vrchol Větrné hory),
u restaurace na Děčínském Sněžníku (ubytovna na Větrné hoře),
na příjezdové cesta s pohledem na rozhlednu (cesta k Větrné hoře) a ve fluoritovém dole na úbočí Děčínského Sněžníku.
Dobová recenze v Rudém právu uvádí autora námětu Miloše Velínského
předsedu MNV ve Sněžníku, což je omyl způsobený podobností jmen, předsedou MNV byl učitel Velimský. Miloš Velínský byl scenáristou řady filmů s kriminální zápletkou (105% alibi, Zlatý pavouk, Dva tygři a dalších). 